# Diego Villagra
Diego Damián Villagra (7 de septiembre de 1984 en Morteros) es un futbolista argentino. Juega como defensor, y su en Defensores de Armstrong, en la Liga Cañadense de Fútbol. Es hermano del exfutbolista Cristian Villagra.

## Carrera
Tuvo su debut en primera el 27 de junio de 2004, cuando Rosario Central empató como visitante frente a Banfield 1-1, en cotejo válido por la 19.° y última fecha del Torneo Clausura. Volvió a ver acción en el equipo mayor del canalla recién un año más tarde, cuando el 26 de agosto de 2005 marcó su único gol con la casaca auriazul; fue ante Lanús en el Gigante de Arroyito, con victoria centralista 4-0. El entonces entrenador de la Academia Ariel Cuffaro Russo lo utilizó en otros ocho encuentros del Torneo Apertura 2005; al año siguiente sumaría una presencia más, dando fin a su ciclo en Rosario Central. En esta etapa jugó habitualmente como mediocampista por el sector derecho, aunque con el correr del tiempo se retrasaría a la posición de marcador de punta por ese mismo costado de la cancha.
Prosiguió su carrera en el fútbol de ascenso de Argentina; así jugó en el Torneo Argentino B para 9 de Julio de su ciudad natal (2007-08) y Rivadavia de Venado Tuerto (2010), en Primera C para Argentino de Rosario (2008-09), Fénix (2009) y Central Córdoba de Rosario (dos etapas: 2010-12 y 2014-15). En su primera ciclo por el charrúa obtuvo en 2012 el ascenso a Primera B tras derrotar en los cotejos de promoción interdivisional a Sportivo Italiano.
Durante el segundo semestre de 2015 vistió la camiseta de Defensores de Centeno, equipo participante de la Liga Regional Totorense de fútbol, en la provincia de Santa Fe. En 2016 fichó por Defensores de Armstrong, club que disputa el torneo de la Liga Cañadense de Fútbol.

## Clubes
| Club                                | País      | Año           |
| ----------------------------------- | --------- | ------------- |
| Rosario Central                     | Argentina | 2004-2006     |
| 9 de Julio de Morteros              | Argentina | 2007-2008     |
| Argentino (Rosario)                 | Argentina | 2008-2009     |
| Fénix                               | Argentina | 2009          |
| Sportivo Rivadavia de Venado Tuerto | Argentina | 2010          |
| Central Córdoba (Rosario)           | Argentina | 2010-2012     |
| Villa Dálmine                       | Argentina | 2013-14       |
| Central Córdoba (Rosario)           | Argentina | 2014-2015     |
| Defensores de Centeno               | Argentina | 2015          |
| Defensores de Armstrong             | Argentina | 2016-presente |

## Palmarés
| Equipo                     | País      | Título              | Año  |
| -------------------------- | --------- | ------------------- | ---- |
| Central Córdoba de Rosario | Argentina | Ascenso a Primera B | 2012 |